# 塞尼塞
塞尼塞（義大利語：Senise），是意大利波坦察省的一个市镇。总面积96平方公里，人口7348人，人口密度76.5人/平方公里（2009年）。ISTAT代码为076085。

## 友好城市
- 義大利布斯托加罗尔福